# Pinga (futebolista gaúcho)
Jorge Luís da Silva Brum, mais conhecido como Pinga (Porto Alegre, 23 de abril de 1965), é um ex-zagueiro do futebol brasileiro.
Pinga participou da Seleção Brasileira medalha de prata nos Jogos Olímpicos de 1984.

## Carreira
Desde que iniciou sua carreira nas categorias de base do Internacional, Pinga já era considerado uma revelação das mais importantes do clube. Afirmação esta que se confirmou nos Jogos Olímpicos de 1984, aonde, ao lado do seu companheiro de clube Mauro Galvão, formou a dupla de zaga titular da Seleção Brasileira que chegou, pela primeira vez, a uma final de olimpíada. Naquela oportunidade a Seleção foi derrotada de 2 a 0 pela França na final, mas Pinga saiu muito elogiado, inclusive pelo então técnico italiano Enzo Bearzot, que inclusive prospectou que Pinga seria um possível titular da Seleção Brasileira na Copa do Mundo de 1986.
O dia 19 de julho de 1987, marcou a carreira do zagueiro com um grande drama, talvez o maior de toda a sua história como atleta. Num Grenal, final do Campeonato Gaúcho daquele ano, o atacante Fernando do Grêmio, numa dividida, entrou com o pé no joelho de Pinga rompendo todos os seus ligamentos. Aos 22 anos de idade, Pinga se viu a ponto de ser obrigado a encerrar a carreira assim como todos os médicos sinalizavam-o.
Já em 1991, Pinga resolve contrariar os prognósticos dos médicos e volta a jogar futebol. Fez uma pequena preparação atuando no Ituano e, no mesmo ano, voltou ao Internacional aonde foi fundamental na conquista da Copa do Brasil de 1992. Inclusive foi Pinga quem sofreu o pênalti que deu origem ao gol do título, convertido pelo seu companheiro de zaga Célio Silva. Posteriormente o jogador admitiu que havia se atirado na área em reportagem do Esporte Espetacular. 
Após rondar por alguns outros clubes do Brasil, Pinga encerrou sua carreira em definitivo no ano 2000, enquanto atuava pelo modesto Serrano da cidade de Petrópolis, Rio de Janeiro.

## Títulos
Internacional
- Campeonato Gaúcho - 1983, 1984, 1992
- Copa do Brasil - 1992
- Torneio Heleno Nunes-1984

Corinthians
- Campeonato Paulista: 1995
- Copa do Brasil: 1995

Seleção Brasileira
- Torneio Pré-Olímpico Sul-Americano: 1984